# Швенчьонеляй
Швенченеляй або Нові Свінтяни (лит. Švenčionėliai, пол. Nowe Święciany) — місто у Швянченіському районі Вільнюського повіту Литви, в 10 км на північ від Швянченіса. Адміністративний центр однойменного староства. Населення 6 480 жителів (2006). Через місто протікає річка Жеймена.

## Назва
До 1939 офіційна назва міста була Нові Свенцяни.

## Історія
Виникло в 1861 році при будівництві залізниці Санкт-Петербург — Варшава. З 1920 року по 1939 рік місто було в складі Польщі. Права міста отримав в 1920 році. У 1939 році увійшов до складу Білоруської РСР (СРСР). У 1940 році був переданий до складу Литовської РСР. Під час Другої світової війни був залишений Червоною Армією в червні 1941 року. 8 липня 1944 року війська 43-тя армії 3-го Білоруського фронту увійшли в місто. У 1950—1959 роках був центром Швянченельського району Литовської РСР.
З 1991 року входить до складу Литви. У 1995 році став центром однойменного староства.

## Населення
| Динаміка населення з 1880 по 2018 |          |      |          |          |          |      |      |      |
| 1880                              | 1970пер. | 1976 | 1979пер. | 1989пер. | 2001пер. | 2005 | 2006 | 2007 |
| 82                                | 5979     | 6600 | 6566     | 7712     | 6923     | 6585 | 6480 | 6407 |
| 2008                              | 2009     | 2010 | 2011пер. | 2012     | 2013     | 2014 | 2015 | 2016 |
| 6346                              | 6242     | 6162 | 5950     | 5633     | 5458     | 5328 | 5295 | 5251 |
| 2017                              | 2018     | -    | -        | -        | -        | -    | -    | -    |
| 5160                              | 4978     | -    | -        | -        | -        | -    | -    | -    |
| Гістограма динаміки населення     |          |      |          |          |          |      |      |      |